# Polytrichadelphus ciliatus
Polytrichadelphus ciliatus är en bladmossart som beskrevs av Mitten 1869. Polytrichadelphus ciliatus ingår i släktet Polytrichadelphus och familjen Polytrichaceae. Inga underarter finns listade i Catalogue of Life.